# Michael Boxall
Michael Boxall (Auckland, Nueva Zelanda, 18 de agosto de 1988) es un futbolista neozelandés que juega como defensor en el Minnesota United F. C. de la MLS estadounidense. Su hermano Nikko también es futbolista.

## Carrera
Comenzó su carrera en 2006 jugando para el Auckland City. En 2007 emigró a los Estados Unidos para jugar en los UC Santa Barbara Gauchos, equipo de fútbol de la Universidad de California en Santa Bárbara, donde permaneció hasta 2010. En 2011 el Vancouver Whitecaps canadiense lo eligió en el draft suplementario de la Major League Soccer y posteriormente lo contrató. En 2012 fue transferido al Wellington Phoenix. En 2013, durante el receso de temporada de la A-League, Boxall fue cedido a préstamo al Oakleigh Cannons. En 2015 pasó al SuperSport United, equipo donde ya se desempeñaba su compatriota y excompañero en los Nix Jeremy Brockie. Ganó la Copa de Sudáfrica 2015-16, en la que convirtió uno de los goles en la victoria 3-2 en la final sobre el Orlando Pirates. La temporada siguiente el SuperSport volvería a ganar el torneo, aunque Boxall no estuvo presente en la final por sus obligaciones con la selección neozelandesa en la Copa FIFA Confederaciones 2017. Al regresar de dicho torneo, hubo un desacuerdo entre los dirigentes del elenco sudafricano y el defensor neozelandés para lograr una renovación, por lo que terminaría dejando el club y firmando con el Minnesota United, regresando así a la Major League Soccer.

## Clubes
| Club                      | País           | Año       | Partidos | Goles |
| ------------------------- | -------------- | --------- | -------- | ----- |
| Auckland City F. C.       | Nueva Zelanda  | 2006-2007 | 4        | 0     |
| UCSB Gauchos              | Estados Unidos | 2007-2010 |          |       |
| Vancouver Whitecaps F. C. | Canadá         | 2011-2012 | 20       | 0     |
| Wellington Phoenix F. C.  | Nueva Zelanda  | 2012-2015 | 40       | 2     |
| Oakleigh Cannons F. C.    | Australia      | 2013      |          |       |
| SuperSport United F. C.   | Sudáfrica      | 2015-2017 | 68       | 5     |
| Minnesota United F. C.    | Estados Unidos | 2017-act. | 240      | 7     |

## Selección nacional
Jugó su primer partido en representación de Nueva Zelanda el 25 de mayo de 2011, en un amistoso ante China que finalizó en empate 1-1. Fue parte del plantel que obtuvo el tercer puesto en la Copa de las Naciones de la OFC 2012 y cuatro años luego, conformó el que obtuvo el título en la edición 2016. Al año siguiente fue convocado para la Copa FIFA Confederaciones 2017.

#### Partidos y goles internacionales
| Partidos y goles internacionales | Partidos y goles internacionales | Partidos y goles internacionales   | Partidos y goles internacionales | Partidos y goles internacionales | Partidos y goles internacionales           | Partidos y goles internacionales |
| #                                | Fecha                            | Estadio                            | Rival                            | Resultado                        | Competición                                | Gol(es)                          |
| -------------------------------- | -------------------------------- | ---------------------------------- | -------------------------------- | -------------------------------- | ------------------------------------------ | -------------------------------- |
| 2011                             |                                  |                                    |                                  |                                  |                                            |                                  |
| 1                                | 25 de marzo                      | Wuhan Sports Center, Wuhan         | China                            | 1 – 1                            | Amistoso                                   |                                  |
| 2                                | 1 de junio                       | Invesco Field at Mile High, Denver | México                           | 0 – 3                            | Amistoso                                   |                                  |
| 3                                | 5 de junio                       | Adelaide Oval, Adelaida            | Australia                        | 0 – 3                            | Amistoso                                   |                                  |
| 2012                             |                                  |                                    |                                  |                                  |                                            |                                  |
| 4                                | 23 de mayo                       | BBVA Compass Stadium, Houston      | El Salvador                      | 2 – 2                            | Amistoso                                   |                                  |
| 5                                | 26 de mayo                       | Cotton Bowl, Dallas                | Honduras                         | 1 – 0                            | Amistoso                                   |                                  |
| 6                                | 6 de junio                       | Lawson Tama, Honiara               | Islas Salomón                    | 1 – 1                            | Copa de las Naciones de la OFC 2012        |                                  |
| 7                                | 10 de junio                      | Lawson Tama, Honiara               | Islas Salomón                    | 4 – 3                            | Copa de las Naciones de la OFC 2012        |                                  |
| 2014                             |                                  |                                    |                                  |                                  |                                            |                                  |
| 8                                | 5 de marzo                       | Estadio Olímpico, Tokio            | Japón                            | 2 – 4                            | Amistoso                                   |                                  |
| 9                                | 30 de mayo                       | Mount Smart Stadium, Auckland      | Sudáfrica                        | 0 – 0                            | Amistoso                                   |                                  |
| 10                               | 14 de noviembre                  | National Stadium, Nanchang         | China                            | 1 – 1                            | Amistoso                                   |                                  |
| 11                               | 18 de noviembre                  | 80th Birthday Stadium, Korat       | Tailandia                        | 0 – 2                            | Amistoso                                   |                                  |
| 2015                             |                                  |                                    |                                  |                                  |                                            |                                  |
| 12                               | 31 de marzo                      | Estadio Mundialista, Seúl          | Corea del Sur                    | 0 – 1                            | Amistoso                                   |                                  |
| 13                               | 7 de septiembre                  | Estadio Thuwunna, Rangún           | Birmania                         | 1 – 1                            | Amistoso                                   |                                  |
| 14                               | 12 de noviembre                  | Estadio Al-Seeb, Mascate           | Omán                             | 1 – 0                            | Amistoso                                   |                                  |
| 2016                             |                                  |                                    |                                  |                                  |                                            |                                  |
| 15                               | 4 de junio                       | Sir John Guise, Puerto Moresby     | Islas Salomón                    | 1 – 0                            | Copa de las Naciones de la OFC 2016        |                                  |
| 16                               | 8 de junio                       | Sir John Guise, Puerto Moresby     | Nueva Caledonia                  | 1 – 0                            | Copa de las Naciones de la OFC 2016        |                                  |
| 17                               | 11 de junio                      | Sir John Guise, Puerto Moresby     | Papúa Nueva Guinea               | 0 – 0                            | Copa de las Naciones de la OFC 2016        |                                  |
| 18                               | 8 de octubre                     | Nissan Stadium, Nashville          | México                           | 1 – 2                            | Amistoso                                   |                                  |
| 19                               | 11 de octubre                    | RFK Stadium, Washington D. C.      | Estados Unidos                   | 1 – 1                            | Amistoso                                   |                                  |
| 20                               | 15 de noviembre                  | Stade Yoshida, Koné                | Nueva Caledonia                  | 0 – 0                            | Clasificación para la Copa Mundial de 2018 |                                  |
| 2017                             |                                  |                                    |                                  |                                  |                                            |                                  |
| 21                               | 25 de marzo                      | Churchill Park, Lautoka            | Fiyi                             | 2 – 0                            | Clasificación para la Copa Mundial de 2018 |                                  |
| 22                               | 28 de marzo                      | Westpac Stadium, Wellington        | Fiyi                             | 2 – 0                            | Clasificación para la Copa Mundial de 2018 |                                  |
| 23                               | 2 de junio                       | Windsor Park, Belfast              | Irlanda del Norte                | 0 – 1                            | Amistoso                                   |                                  |
| 24                               | 12 de junio                      | Estadio Traktar, Minsk             | Bielorrusia                      | 0 – 1                            | Amistoso                                   |                                  |
| 25                               | 17 de junio                      | Zenit Arena, San Petersburgo       | Rusia                            | 0 – 2                            | Copa FIFA Confederaciones 2017             |                                  |
| 26                               | 21 de junio                      | Estadio Olímpico, Sochi            | México                           | 1 – 2                            | Copa FIFA Confederaciones 2017             |                                  |
| 27                               | 25 de junio                      | Zenit Arena, San Petersburgo       | Portugal                         | 0 – 4                            | Copa FIFA Confederaciones 2017             |                                  |
| 28                               | 1 de septiembre                  | Estadio North Harbour, Auckland    | Islas Salomón                    | 6 – 1                            | Clasificación para la Copa Mundial de 2018 |                                  |
| 29                               | 6 de octubre                     | Estadio Toyota, Nagoya             | Japón                            | 1 – 2                            | Amistoso                                   |                                  |
| 30                               | 11 de noviembre                  | Westpac Stadium, Wellington        | Perú                             | 0 – 0                            | Clasificación para la Copa Mundial de 2018 |                                  |
| 31                               | 15 de noviembre                  | Estadio Nacional, Lima             | Perú                             | 0 – 2                            | Clasificación para la Copa Mundial de 2018 |                                  |
| 2018                             |                                  |                                    |                                  |                                  |                                            |                                  |
| 32                               | 24 de marzo                      | Pinatar Arena, Murcia              | Canadá                           | 0 – 1                            | Amistoso                                   |                                  |

## Palmarés

### Títulos nacionales
| Título               | Club              | País          | Año     |
| -------------------- | ----------------- | ------------- | ------- |
| Campeonato de Fútbol | Auckland City     | Nueva Zelanda | 2006-07 |
| Copa de Sudáfrica    | SuperSport United | Sudáfrica     | 2015-16 |
| Copa de Sudáfrica    | SuperSport United | Sudáfrica     | 2016-17 |

### Títulos internacionales
| Título               | Club (*)      | Sede               | Año  |
| -------------------- | ------------- | ------------------ | ---- |
| Copa de las Naciones | Nueva Zelanda | Papúa Nueva Guinea | 2016 |

(*) Incluyendo la selección.